# Daphnella boholensis
Daphnella boholensis é uma espécie de gastrópode do gênero Daphnella, pertencente à família Raphitomidae.